# Tomasz Zieliński (sztangista)
Tomasz Bernard Zieliński (ur. 29 października 1990 w Nakle nad Notecią) – polski sztangista, medalista Letnich Igrzysk Olimpijskich 2012.

## Życiorys
Wychowanek klubu MGLKS Tarpan Mrocza. Największy sukces sztangisty to mistrzostwo Europy 2016, ponadto zajmował 2. miejsce mistrzostw Europy 2014, 4. miejsce na Mistrzostwach Europy 2012, 8. miejsce na Mistrzostwach Świata 2013 oraz 2. miejsce na Mistrzostwach Świata Juniorów 2010.
Jego o rok starszy brat Adrian Zieliński również jest sztangistą.
W Igrzyskach Olimpijskich 2012 w Londynie zajął 9. miejsce. Po dyskwalifikacji innych zawodników w 2017 przyznano mu trzecie miejsce.
Tomasz Zieliński został zdyskwalifikowany na XXXI Letnich Igrzyskach Olimpijskich (2016) – wykryto w jego organizmie niedozwolone substancje. Decyzją prezesa Polskiego Komitetu Olimpijskiego został wykluczony z reprezentacji Polski na Igrzyskach.
Razem z bratem od stycznia 2016 reprezentował barwy klubu CWZS Zawisza Bydgoszcz; w maju został żołnierzem zawodowym w stopniu szeregowego. Po wykryciu stosowania dopingu w sierpniu 2016 został wykluczony z klubu, a także zwolniony ze służby wojskowej bez możliwości powrotu do momentu otrzymania sądowej decyzji odnośnie do jego niewinności co do zarzutu stosowania nandrolonu.
15 marca 2018 Międzynarodowy Trybunał Arbitrażowy ds. Sportu (CAS) w Lozannie odrzucił jego odwołanie i potwierdził czteroletnią dyskwalifikację, nałożoną na niego po pozytywnym wyniku kontroli antydopingowej.
Obecnie mieszka w Mroczy wraz ze swoją narzeczoną. 21 czerwca 2019 został ojcem, jego córka nosi imię Hanna.